# میراندینیا (بازیکن فوتبال)
فرانسیسکو ارنانی لیما دا سیلوا (به پرتغالی: Francisco Ernani Lima da Silva) معروف به میراندینیا (Mirandinha) بازیکن فوتبال در پست مهاجم اهل برزیل است که در شهر Chaval, Ceara و در تاریخ ۲ ژوئیهٔ ۱۹۵۹ به دنیا آمده‌است.

## باشگاهی
میراندینیا در تیم‌های فوتبال پالمیراس، بوتافوگو، نیوکاسل یونایتد، بلننسس، کورینتیانس، فورتالزا، شیمیزو اس-پالس سابقهٔ حضور دارد.

## تیم ملی
وی همچنین در تیم ملی فوتبال برزیل بازی کرده است.